# Michael Alder (Architekt)

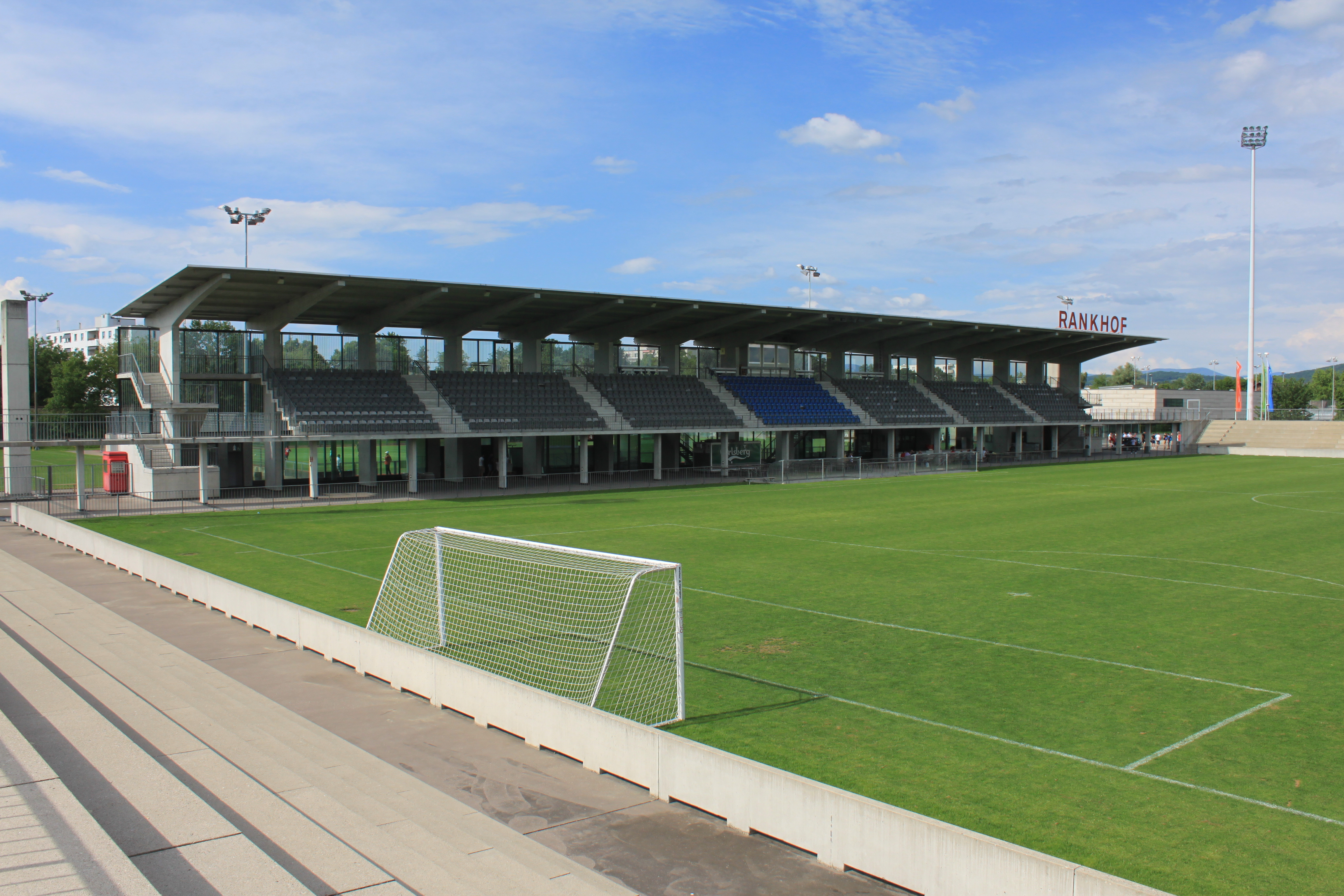
Stadion Rankhof, Basel

Michael Alder (* 18. Oktober 1940 in Ziefen; † 12. Juni 2000 in Roveredo) war ein Schweizer Architekt.

## Werdegang
Michael Alder, im Kanton Basel-Landschaft aufgewachsener Pfarrerssohn, absolvierte eine Lehre als Hochbauzeichner, bevor er am Technikum Luzern 1965 sein Architekturstudium abschloss. 1969 gründete er ein eigenes Architekturbüro, ab 1987 Alder & Partner, seit 1994 Ateliergemeinschaft mit Hanspeter Müller und Roland Naegelin.
Alder war Mitbegründer der Architekturabteilung der Ingenieurschule beider Basel (heute FHNW) in Muttenz und dort von 1972 bis 2000 Professor für Analyse, Entwurf und Konstruktion.
«‹Sagen, was man denkt, und tun, was man sagt› war seine Devise; und beim Bauen hielt er Wort. Seine Häuser sind klar und linear, praktisch und schön, menschenfreundlich und kostengünstig.» In 30 Jahren baute Alder mit seinen Partnern Einfamilienhäuser, Wohnsiedlungen oder öffentliche Gebäude im Raum Basel, im Kanton Zürich und in Salzburg sowie in Stuttgart.

## Werke (Auswahl)
- 1969–1970: Doppelwohnhaus, Ziefen[3][4]
- 1979–1981: Wohnhaus, Liestal[5]
- 1983–984: Wohnhaus Hinter den Gärten, Itingen
- 1981–1985: Wohnsiedlung Bündten, Riehen[6]
- 1986–1987: Werkstätten und Ateliers St. Alban-Tal, Basel
- 1987/1988: Wohnhaus, Bottmingen
- 1986–1989: Lehrbauhof, Salzburg[7]
- 1988–1993: Mehrfamilienhaus IGA’93, Stuttgart
- 1990–1993: Wohnsiedlung Luzernerring, Basel[8]
- 1991–1992: Siedlung Vogelbach, Riehen[9]
- 1992–1995: Alterswohnsiedlung, Zwingen
- 1992–1996: Stadion Rankhof, Basel[8]
- 1994–1997: Wohnheim für geistig Behinderte Birmannsgasse, Basel
- 1996–1998: Wohnsiedlung Wasserhaus, Münchenstein[10]
- 1998–2001: Wohnsiedlung Im Lot Wohnhaus I und Wohnhaus II, Uster[11]

## Auszeichnungen (Auswahl)
- 1985[6], 1992, 1997[8], 2002[10]: Auszeichnung Guter Bauten BL/BS
- 1989: Architekturpreis des Landes Salzburg
- 1996: Baselbieter Heimatschutzpreis[12]
- 1997: Architekturpreis Beton für Stadion Rankhof, Basel[13]
- 2001: Baupreis Zürcher Oberland

## Publikationen (Auswahl)
- Wohnhäuser in Ziefen/Baselland, und Gempen/Solothurn. In: Werk, Bauen + Wohnen. 2001.[3]
- mit Martin Steinmann, Jacques Herzog, Pierre de Meuron, Peter Zumthor: Reden über Holz. In: Arch+. Nr. 82, 1. Januar 1985, S. 59–63.
- mit Diego Giovanoli: Soglio: Siedlungen und Bauten. Birkhäuser, Basel 1997, ISBN 3-7643-5681-2.